# Armina
Armina – fosforoorganiczny związek chemiczny, wysokotoksyczny insektycyd, potencjalny paralityczno-drgawkowy bojowy środek trujący.
Armina jest cieczą o wysokiej temperaturze wrzenia i gęstości 1,27 g/cm³. Rozpuszczalność w wodzie wynosi ok. 0,4 mg/dm³. Armina rozpuszcza się w rozpuszczalnikach organicznych. Wodne roztwory arminy nie ulegają hydrolizie nawet w temperaturze 100 °C.
Zatrucie może nastąpić na skutek wdychania par i aerozolu lub wchłaniania przez skórę. LD50 wynosi 1 mg/kg dla szczurów przez układ pokarmowy. Armina jest silnym inhibitorem esteraz cholinowych.